# Торвилье
Торвилье́ (фр. Torvilliers) — коммуна во Франции, находится в регионе Шампань — Арденны. Департамент — Об. Входит в состав кантона Сент-Савин. Округ коммуны — Труа.
Код INSEE коммуны — 10381.
Коммуна расположена приблизительно в 140 км к юго-востоку от Парижа, в 85 км южнее Шалон-ан-Шампани, в 8 км к западу от Труа.

## Население
Население коммуны на 2008 год составляло 852 человека.
| 1962 | 1968 | 1975 | 1982 | 1990 | 1999 | 2008 |
| ---- | ---- | ---- | ---- | ---- | ---- | ---- |
| 333  | 343  | 495  | 589  | 767  | 766  | 852  |

## Экономика
В 2007 году среди 566 человек в трудоспособном возрасте (15—64 лет) 405 были экономически активными, 161 — неактивными (показатель активности — 71,6 %, в 1999 году было 70,9 %). Из 405 активных работали 385 человек (201 мужчина и 184 женщины), безработных было 20 (9 мужчин и 11 женщин). Среди 161 неактивных 57 человек были учениками или студентами, 68 — пенсионерами, 36 были неактивными по другим причинам.

## Достопримечательности
- Церковь XV века. Памятник истории с 1980 года[3]